# SIDA (azienda)
La Società Italiana Distributori Automatici S.p.A. è un'azienda produttrice di distributori automatici, con sede a Montichiari in provincia di Brescia. È nota per aver progettato negli anni settanta il sistema di pagamento a scheda magnetica ideato per il settore del vending e che è stato poi introdotto nella telefonia pubblica, le cosiddette schede telefoniche.

## Storia dell'azienda
Fondata nel 1970 dall'imprenditore Luciano Lorenzini, SIDA s.p.a. si occupa sin dal principio della realizzazione di distributori automatici di bevande calde e fredde, rimanendo indipendente nella produzione dei propri prodotti. Nel corso degli anni settanta studia un metodo di pagamento con tessere a banda magnetica che dal 1985 la SIP (oggi Telecom Italia) adottò come mezzo di pagamento per tutti i suoi telefoni pubblici. Le due ditte collaborarono al progetto delle schede telefoniche fino al 1994.